# Paul S. Aspinwall
Paul S. Aspinwall (* 26. Januar 1964 in England) ist ein britischer theoretischer Physiker und Mathematiker, der sich mit Stringtheorie befasst (Dualitäten und Spiegelsymmetrie, D-Brane, Calabi-Yau-Mannigfaltigkeiten) und als Mathematiker mit Algebraischer Geometrie.
Aspinwall studierte an der Universität Oxford mit dem Schwerpunkt theoretische Elementarteilchenphysik. Er erwarb 1985 seinen Bachelor-Abschluss und wurde 1991 promoviert. Er ist Professor für Mathematik und Physik an der Duke University.
Er war 1998 Invited Speaker auf dem Internationalen Mathematikerkongress in Berlin (String theory and duality). 1999 war er Sloan Research Fellow.

## Schriften (Auswahl)
- Herausgeber: Dirichlet branes and mirror symmetry, Clay School on Geometry and String Theory, Cambridge 2002, Clay Mathematics Monographs, American Mathematical Society 2009
- mit Brian Greene, David R. Morrison: Calabi-Yau Moduli Space, Mirror Manifolds and Spacetime Topology Change in String Theory. Nucl.Phys. B, Band 416, 1994, S. 414–480, Arxiv
- mit Brian Greene, David R. Morrison: Spacetime topology change: the physics of Calabi-Yau Moduli Space, in Strings 93, World Scientific 1995, Arxiv
- D-branes on Calabi-Yau-manifolds, TASI Lectures 2003, Arxiv
- Compactification, Geometry and Duality: N=2, TASI Lectures 1999, Arxiv
- K3 surfaces and string duality, TASI Lectures 1996, World Scientific 1997, Arxiv
- Enhanced gauge symmetries and Calabi-Yau threefolds, Phys. Lett. B,  Band 371, 1996, S. 231–237, Arxiv
- Enhanced gauge symmetry and K3 surfaces, Phys.Lett. B, Band 357, 1995, S. 329–334, Arxiv
- Some relationships between dualities in string theory,  Nucl. Phys. Proc. Suppl. 46, 1996, S. 30–38, Arxiv
- mit David R. Morrison: Topological field theory and rational curves, Commun. Math. Phys., Band 151, 1993, S. 245–262, Arxiv
- mit Jan Louis: On the ubiquity of K3 fibrations in string duality, Phys. Lett. B 369, 1996, 233–242, Arxiv
- mit D. R. Morrison: Point-like instantons on K3 orbifolds, Nucl. Phys. B, Band 503, 1997, S. 533–564, Arxiv
- mit Brian Greene, D. R. Morrison: Multiple mirror manifolds and topological change in string theory, Phys.Lett. B, Band 303, 1993, S. 249–259, Arxiv
- mit Mark Gross: The SO(32) heterotic string on a K3 surface, Phys.Lett. B, Band 387, 1996, S. 735–742, Arxiv
- M-Theory Versus F-Theory Pictures of the Heterotic String, Adv. Theor. Math. Phys., 1, 1998, S. 127–147, Arxiv
- mit C. A. Lütken: Quantum algebraic geometry of superstring compactifications, Nuclear Physics B, Band 355, 1991, S. 482–510
- The moduli space of N=2 superconformal field theories, in: Gava (Hrsg.), 1994 summer school in high energy physics and cosmology, World Scientific 1995, Arxiv